# هاجر الضو
هاجر الضو (من مواليد 15 أغسطس 1999)، هي عداءة مغربية متخصصة في سباقات 100 متر و200 متر. وهي فائزة بالبطولة المغربية لألعاب القوى ست مرات وحاملة الرقم القياسي في بطولة 100 متر و200 متر. اعتُبرت الفائزة بالميدالية البرونزية في سباق 100 متر في البطولة العربية لألعاب القوى 2021 بعد استبعاد الفائزة الأصلية بسبب المنشطات.
في البطولة العربية لألعاب القوى 2017، شاركت هاجر مع الفريق المغربي الحائز على الميدالية الذهبية 4 × 400 م. كانت أول تجربة دولية لهاجر في الأحداث الفردية في الألعاب الجامعية الصيفية 2019 في سباقات 100 متر و200 متر، حيث احتلت المركزين 40 و34 على التوالي. 
تنافست هاجر في سباق 100 متر في البطولة العربية لألعاب القوى 2021، لتحتل المركز الرابع خلف الفائزة بالميدالية البرونزية دانة حسين. ومع ذلك، في فبراير 2023، تم اعتبار هاجر الفائزة بالميدالية البرونزية بعد استبعاد دانة بسبب المنشطات نتيجة اختبار المخدرات الإيجابية.
حاولت هاجر تحقيق ثنائية 100 و200 متر مرة أخرى في دورة ألعاب البحر الأبيض المتوسط 2022 ووصلت إلى النهائيات في كلا الحدثين. مع حصولها على المركز السادس، كان وضعها الأفضل في سباق 100 متر، لكن وقتها البالغ 23.73 في سباق 200 متر في المركز السابع كان أفضل رقم شخصي.  في دورة ألعاب التضامن الإسلامي 2022، تنافست هاجر في سباق 100 متر، حيث تقدمت إلى النهائيات بأداء 11.23 بمساعدة الرياح في الجولة الأولى وحصلت على المركز الثالث في نصف النهائي. في النهائيات احتلت المركز الخامس خلف إديديونغ أوديونغ وفرزانة فسيحي ومابوندو كوني وهاجر الخالدي. كان وقتها هو أفضل وقت شخصي قانوني للرياح قدره 11.20 ثانية، ولكن لم يتم التصديق على العلامة رسميًا بسبب خلل في مؤقت الكمبيوتر الخاص بإنهاء الصورة.
في عام 2023، مثلت هاجر المغرب في سباق التتابع 4 × 100 متر في دورة الألعاب العربية 2023. مع وجود هاجر في ساق المرساة، فازت الفريق بالميدالية الفضية خلف البحرين.

## الإحصائيات

### أفضل الأرقام الشخصية
| المنافسات | التوقيت          | الترتيب       | مسابقة                        | المكان         | التاريخ       | مراجع |
| --------- | ---------------- | ------------- | ----------------------------- | -------------- | ------------- | ----- |
| 100 متر   | 11.46 (+1.6 m/s) | الأول         | البطولة المغربية لألعاب القوى | الرباط، المغرب | 23 يوليو 2022 | [ 2 ] |
| 100 متر   | 11.20 (+1.1 m/s) | المركز الخامس | ألعاب التضامن الاسلامي        | قونية، تركيا   | 10 أغسطس 2022 | [ 2 ] |
| 200 متر   | 23.44 (-1.3 m/s) | الأول         | البطولة المغربية لألعاب القوى | الرباط، المغرب | 24 يوليو 2022 | [ 2 ] |